# 頽馬

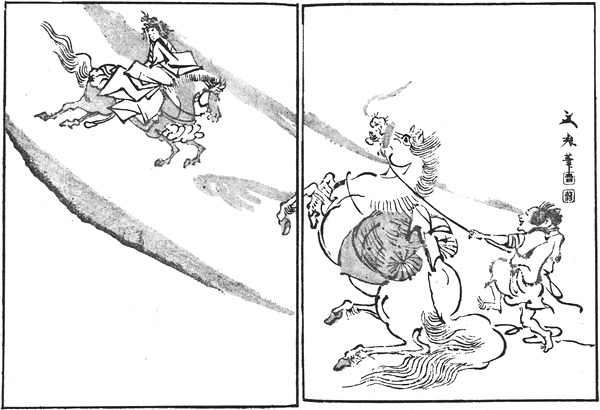
三好想山『想山著聞奇集』より「頽馬の事」。後述の女性の妖怪「ギバ」として描かれている。

頽馬（たいば）は、本州や四国各地に伝わる怪異。馬を殺すといわれる魔性の風で、馬を飼う地方では非常に恐れられていた。

## 概要
頽馬は路上を歩いている馬を突然にして死に至らしめてしまうという。倒れた馬は、口から肛門にかけて太い棒を差し込んだかのように肛門が開いているといい、馬の鼻から魔物が入り込んで尻から抜け出すために起こる怪異といわれた。
浅井了意の著書『御伽婢子』には頽馬のことが詳しく述べられている。それによれば、急につむじ風が起き、馬の前方で砂煙が車輪のように回り、砂煙が馬の首に近づくとたてがみが1本1本逆立ち、そのたてがみの中に赤い光が差し込み、悲鳴と共に馬が倒れ、馬が死ぬと共に風が消えてゆくとある。
尾張国（現・愛知県）や美濃国（現・岐阜県）などではギバ（馬魔）といい、小さな女性のような姿の妖怪で、緋色の着物と金の頭飾りを身につけており、玉虫色の小馬に乗り、空から馬を襲うという。馬は危険を感じてひどく嘶くが、脚を絡み付けて馬が抵抗できないようにする。そしてギバがにっこりと微笑むと姿を消し、標的の馬は右に数回回り、命を落とすという。頽馬を擬人化したものがギバとの説もある。また常陸国（現・茨城県）の民話によれば、馬の皮はぎをしていた家の娘が、自分たちが周囲から差別されることを悲しんで（不景気による生活苦を悲嘆して、との説もある）自殺し、ギバに生まれ変わり、その怨念から馬を襲うようになったのだという。滋賀県大津市にも同様の伝説があり、ギバとなった娘は馬を殺すことで、馬の皮はぎをする父の商いを助けているという。
頽馬の発生時期は4月から7月にかけてで、特に5月から6月、晴れたり曇ったりと天候の変化の激しい日に多い。また美濃では白馬のみが被害に遭い、遠州（現・静岡県）では栗毛や鹿毛の馬が被害に遭いやすいといい、老婆や牝の馬は被害に遭わないともいう。
頽馬の被害を防ぐには、馬の首を布で覆う、虻よけの腹当てをする、馬の首に鈴をつけるなどの方法が良いという。また被害に遭ってしまった際には、馬の耳を切って少量の血を出したり、馬の尾骨の中央に針を打ち込んで馬を刺激すれば、馬は正気に戻って助かるという。前述の『御伽婢子』によれば、馬の前方を刀で斬り払って光明真言を唱えれば怪異を逃れられる、とある。
明治時代の物理学者・吉田寅彦は著書『怪異考』で頽馬のことを取り上げており、頽馬の発生場所、時期、被害の状況などから、一種の空中放電現象による感電死ではないかと考察している。
大津市三井寺町の長等神社には、かつて馬の病気が大流行した際、その病害を鎮めるために建てられた馬神神社がある。馬方が街道を旅していた時代には、ギバ除け（頽馬除け）として「大津東町馬神」「大津東町上下仕合」と記した馬神神社の腹掛けが用いられた。荷物運搬の手段が馬から自動車となった現在でも、馬を愛する人たちから馬の守護神として信仰されており、馬用のギバ除けの札も配られている。競馬や乗馬の関係者の訪問も多い。

## その他
『吾妻鑑』建保6年（1218年）2月19日条、路地で馬が原因もなく、急死した、という記述がある。これは怪異と関連付けられて記述されているものではないが、中世前半の日本人が、馬が原因不明の急死をする事（当時の知識では、理解・把握できない馬の死）があると認識していた記述の一つである。